# Lutilodix imitratrix
Lutilodix imitratrix е вид коремоного от семейство Helicarionidae. Видът е застрашен от изчезване.

## Разпространение
Разпространен е в Остров Норфолк.